# 증6화음

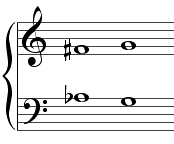
증6도는 대개 순차적인 반진행으로 해결한다.

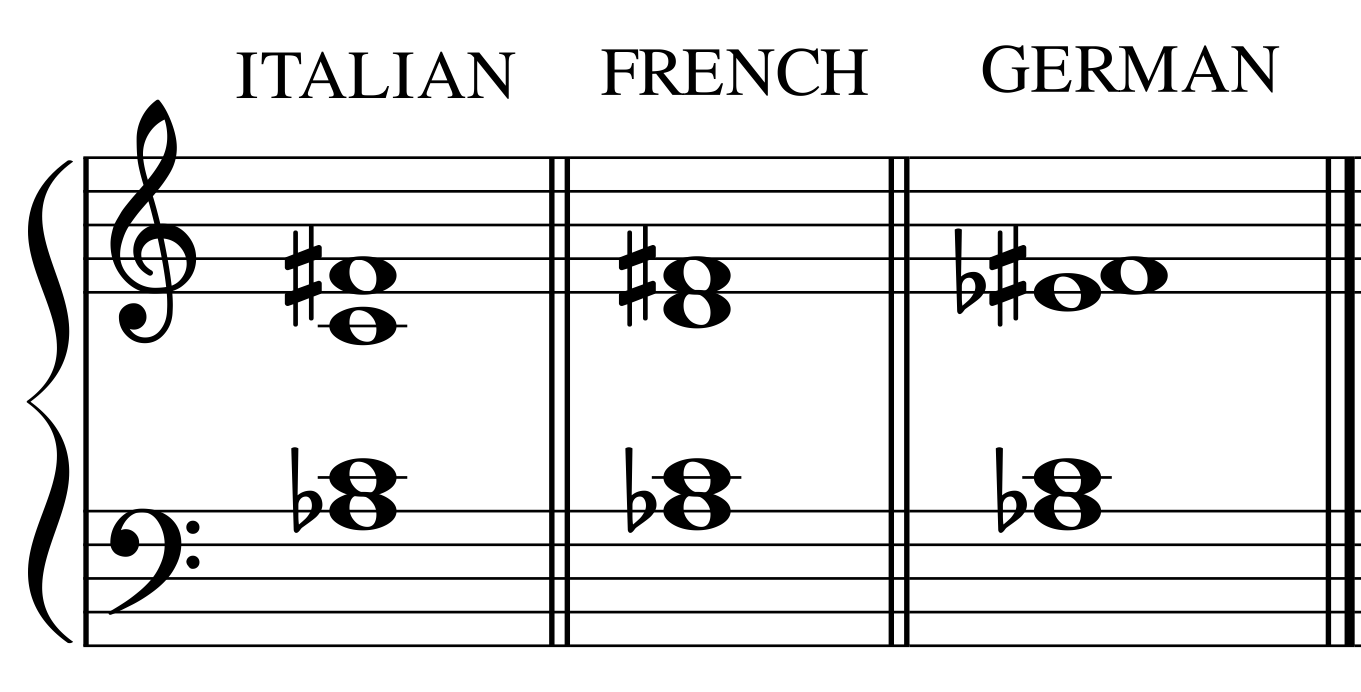
다장조(다단조)의 이탈리아 6화음, 프랑스 6화음, 독일 6화음.

증6화음(增六和音, Augmented sixth chord)은 증6도를 가지고 있는 변화화음이다. 르네상스 시대에서 그 기원을 찾을 수 있으며, 바로크 음악에서 발전되고, 고전주의 음악과 낭만주의 음악 시대의 음악 형식의 독특한 존재가 되었다. 관습적으로 예비 기능(딸림음으로의 해결)을 위해 사용되며, 이탈리아 6화음(Italian sixth), 프랑스 6화음(French sixth), 독일 6화음(German sixth)이 주로 쓰인다.

## 이탈리아 6화음

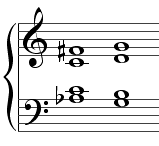
딸림화음으로 해결되는 이탈리아 6화음.

구성음은 ♭6–1–♯4이다. (증6도 간격의 두 음 사이에 베이스로부터 장3도 위의 음(그 조의 으뜸음)을 추가한 화음이다). 장 3도는 가장 울림이 좋은 화음이기 때문에 증6도의 긴장감을 많이 해소시켜 준다. 화음의 중복에 있어서도 증6도를 이루는 두 음이 아닌 변화되지 않는 이 삽입음을 중복시켜야 한다.

## 프랑스 6화음

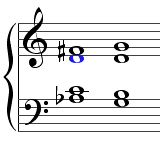
딸림화음으로 해결되는 프랑스 6화음

구성음은 ♭6–1–2–♯4이다.

## 독일 6화음

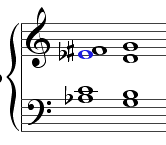
딸림화음으로 해결되는 독일 6화음

구성음은 ♭6–1–♭3–♯4이다. 딸림화음의 해결을 할 때 ♭6과 ♭3의 음정이 완전5도임에도 불구하고 그것을 아래로 순차 병진행하는 것이 허용된다. 이 병행 5도를 모차르트가 시도했기 때문에 '모차르트 5도'라고 하기도 한다.

## 같이 보기
- 나폴리 6화음